# Grand Prix Brazylii 2011

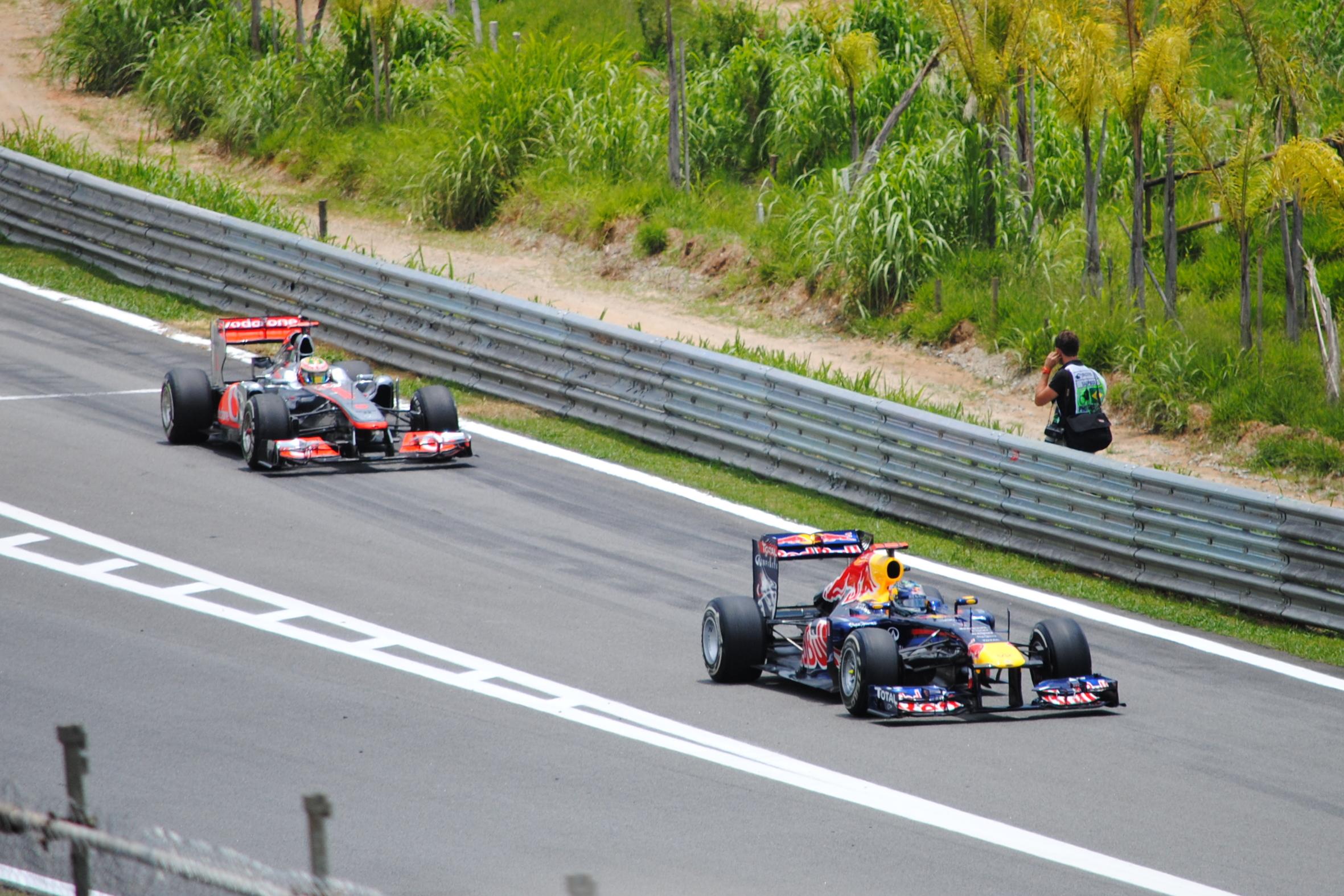
Lewis Hamilton i Sebastian Vettel podczas Grand Prix Brazylii 2011

Grand Prix Brazylii 2011 (oficjalnie Grande Premio Petrobras do Brasil 2011) – ostatnia, dziewiętnasta runda Mistrzostw Świata Formuły 1 w sezonie 2011.

## Lista startowa
Na niebieskim tle kierowcy biorący udział jedynie w piątkowym treningu
| Nr | Kierowca           | Zespół                       | Samochód            | Silnik                   | Opony |
| -- | ------------------ | ---------------------------- | ------------------- | ------------------------ | ----- |
| 1  | Sebastian Vettel   | Red Bull Racing              | Red Bull RB7        | Renault RS27-2011 2.4 V8 | P     |
| 2  | Mark Webber        | Red Bull Racing              | Red Bull RB7        | Renault RS27-2011 2.4 V8 | P     |
| 3  | Lewis Hamilton     | Vodafone McLaren Mercedes    | McLaren MP4-26      | Mercedes FO 108Y 2.4 V8  | P     |
| 4  | Jenson Button      | Vodafone McLaren Mercedes    | McLaren MP4-26      | Mercedes FO 108Y 2.4 V8  | P     |
| 5  | Fernando Alonso    | Scuderia Ferrari             | Ferrari 150° Italia | Ferrari 056 2.4 V8       | P     |
| 6  | Felipe Massa       | Scuderia Ferrari             | Ferrari 150° Italia | Ferrari 056 2.4 V8       | P     |
| 7  | Michael Schumacher | Mercedes GP Petronas F1 Team | Mercedes MGP W02    | Mercedes FO 108Y 2.4 V8  | P     |
| 8  | Nico Rosberg       | Mercedes GP Petronas F1 Team | Mercedes MGP W02    | Mercedes FO 108Y 2.4 V8  | P     |
| 9  | Bruno Senna        | Lotus Renault GP             | Renault R31         | Renault RS27-2011 2.4 V8 | P     |
| 10 | Witalij Pietrow    | Lotus Renault GP             | Renault R31         | Renault RS27-2011 2.4 V8 | P     |
| 10 | Romain Grosjean    | Lotus Renault GP             | Renault R31         | Renault RS27-2011 2.4 V8 | P     |
| 11 | Rubens Barrichello | AT&T Williams                | Williams FW33       | Cosworth CA2011 2.4 V8   | P     |
| 12 | Pastor Maldonado   | AT&T Williams                | Williams FW33       | Cosworth CA2011 2.4 V8   | P     |
| 14 | Adrian Sutil       | Force India F1 Team          | Force India VJM04   | Mercedes FO 108Y 2.4 V8  | P     |
| 14 | Nico Hülkenberg    | Force India Formula One Team | Force India VJM04   | Mercedes-Benz FO108Y     | P     |
| 15 | Paul di Resta      | Force India F1 Team          | Force India VJM04   | Mercedes FO 108Y 2.4 V8  | P     |
| 16 | Kamui Kobayashi    | Sauber F1 Team               | Sauber C30          | Ferrari 056 2.4 V8       | P     |
| 17 | Sergio Pérez       | Sauber F1 Team               | Sauber C30          | Ferrari 056 2.4 V8       | P     |
| 18 | Sébastien Buemi    | Scuderia Toro Rosso          | Toro Rosso STR6     | Ferrari 056 2.4 V8       | P     |
| 18 | Jean-Éric Vergne   | Scuderia Toro Rosso          | Toro Rosso STR6     | Ferrari 056 2.4 V8       | P     |
| 19 | Jaime Alguersuari  | Scuderia Toro Rosso          | Toro Rosso STR6     | Ferrari 056 2.4 V8       | P     |
| 20 | Heikki Kovalainen  | Team Lotus                   | Lotus T128          | Renault RS27-2011 2.4 V8 | P     |
| 21 | Jarno Trulli       | Team Lotus                   | Lotus T128          | Renault RS27-2011 2.4 V8 | P     |
| 21 | Luiz Razia         | Team Lotus                   | Lotus T128          | Renault RS27-2011 2.4 V8 | P     |
| 22 | Daniel Ricciardo   | HRT Formula One Team         | HRT F111            | Cosworth CA2011 2.4 V8   | P     |
| 23 | Vitantonio Liuzzi  | HRT Formula One Team         | HRT F111            | Cosworth CA2011 2.4 V8   | P     |
| 23 | Jan Charouz        | HRT Formula One Team         | HRT F111            | Cosworth CA2011 2.4 V8   | P     |
| 24 | Timo Glock         | Marussia Virgin Racing       | Virgin MVR-02       | Cosworth CA2011 2.4 V8   | P     |
| 25 | Jérôme d’Ambrosio  | Marussia Virgin Racing       | Virgin MVR-02       | Cosworth CA2011 2.4 V8   | P     |
| Nr | Kierowca           | Zespół                       | Samochód            | Silnik                   | Opony |

## Wyniki

### Sesje treningowe
| Sesja | Nr | Kierowca         | Konstruktor      | Czas     | Okr. |
| ----- | -- | ---------------- | ---------------- | -------- | ---- |
| 1     | 2  | Mark Webber      | Red Bull-Renault | 1:13,811 | 26   |
| 2     | 3  | Lewis Hamilton   | McLaren-Mercedes | 1:13,392 | 35   |
| 3     | 1  | Sebastian Vettel | Red Bull-Renault | 1:12,460 | 21   |

### Kwalifikacje
Źródło: Wyprzedź Mnie!
| Poz. | Nr | Kierowca           | Konstruktor          | Q1       | Q2       | Q3       | Poz. s. |
| --- | --- | ------------------ | -------------------- | -------- | -------- | -------- | ------- |
| 1 | 1 | Sebastian Vettel   | Red Bull-Renault     | 1:13,664 | 1:12,446 | 1:11,918 | 1       |
| 2 | 2 | Mark Webber        | Red Bull-Renault     | 1:13,467 | 1:12,658 | 1:12,099 | 2       |
| 3 | 4 | Jenson Button      | McLaren-Mercedes     | 1:13,281 | 1:12,820 | 1:12,283 | 3       |
| 4 | 3 | Lewis Hamilton     | McLaren-Mercedes     | 1:13,361 | 1:12,811 | 1:12,480 | 4       |
| 5 | 5 | Fernando Alonso    | Ferrari              | 1:13,969 | 1:12,870 | 1:12,591 | 5       |
| 6 | 8 | Nico Rosberg       | Mercedes             | 1:14,083 | 1:12,569 | 1:13,050 | 6       |
| 7 | 6 | Felipe Massa       | Ferrari              | 1:14,269 | 1:13,291 | 1:13,068 | 7       |
| 8 | 14 | Adrian Sutil       | Force India-Mercedes | 1:13,480 | 1:13,261 | 1:13,298 | 8       |
| 9 | 10 | Bruno Senna        | Renault              | 1:14,453 | 1:13,300 | 1:13,761 | 9       |
| 10 | 7 | Michael Schumacher | Mercedes             | 1:13,694 | 1:13,571 | –        | 10      |
| 11 | 15 | Paul di Resta      | Force India-Mercedes | 1:13,733 | 1:13,584 | –        | 11      |
| 12 | 11 | Rubens Barrichello | Williams-Cosworth    | 1:14,117 | 1:13,801 | –        | 12      |
| 13 | 19 | Jaime Alguersuari  | Toro Rosso-Ferrari   | 1:14,225 | 1:13,804 | –        | 13      |
| 14 | 18 | Sébastien Buemi    | Toro Rosso-Ferrari   | 1:14,500 | 1:13,919 | –        | 14      |
| 15 | 10 | Witalij Pietrow    | Renault              | 1:13,859 | 1:14,053 | –        | 15      |
| 16 | 16 | Kamui Kobayashi    | Sauber-Ferrari       | 1:14,571 | 1:14,129 | –        | 16      |
| 17 | 17 | Sergio Pérez       | Sauber-Ferrari       | 1:14,430 | 1:14,182 | –        | 17      |
| 18 | 12 | Pastor Maldonado   | Williams-Cosworth    | 1:14,625 | –        | –        | 18      |
| 19 | 20 | Heikki Kovalainen  | Lotus-Renault        | 1:15,068 | –        | –        | 19      |
| 20 | 21 | Jarno Trulli       | Lotus-Renault        | 1:15,358 | –        | –        | 20      |
| 21 | 23 | Vitantonio Liuzzi  | HRT-Cosworth         | 1:16,631 | –        | –        | 21      |
| 22 | 22 | Daniel Ricciardo   | HRT-Cosworth         | 1:16,890 | –        | –        | 22      |
| 23 | 24 | Timo Glock         | Virgin-Cosworth      | 1:17,019 | –        | –        | 23      |
| 24 | 25 | Jérôme d’Ambrosio  | Virgin-Cosworth      | 1:17,060 | –        | –        | 24      |
| Poz. | Nr | Kierowca           | Konstruktor          | Q1       | Q2       | Q3       | Poz. s. |
| \| Legenda \| Legenda \| \| ------------------------ \| ---------------------------------------------------------------------------------------------------------------------------------------------------------------------------------------------------------------------------------------------------------------- \| \| Poz. Nr Q1 Q2 Q3 Poz. s. \| Pozycja zajęta w sesji kwalifikacyjnej Numer startowy kierowcy Wynik uzyskany w pierwszej części kwalifikacji Wynik uzyskany w drugiej części kwalifikacji Wynik uzyskany w trzeciej części kwalifikacji Pozycja startowa po uwzględnięniu kar, przesunięć, itp. \| | |                    |                      |          |          |          |         |
| Legenda | |                    |                      |          |          |          |         |
| Poz. Nr Q1 Q2 Q3 Poz. s. | Pozycja zajęta w sesji kwalifikacyjnej Numer startowy kierowcy Wynik uzyskany w pierwszej części kwalifikacji Wynik uzyskany w drugiej części kwalifikacji Wynik uzyskany w trzeciej części kwalifikacji Pozycja startowa po uwzględnięniu kar, przesunięć, itp. |                    |                      |          |          |          |         |

### Wyścig
Źródło: Wyprzedź Mnie!
| P                 | + / –     | Nr | Kierowca           | Konstruktor          | Okr. | Czas / Strata    | Komentarz         |
| ----------------- | --------- | -- | ------------------ | -------------------- | ---- | ---------------- | ----------------- |
| 1                 | 1         | 2  | Mark Webber        | Red Bull-Renault     | 71   | 1h32m17,434      |                   |
| 2                 | 1         | 1  | Sebastian Vettel   | Red Bull-Renault     | 71   | +0:16,983        |                   |
| 3                 | Bez zmian | 4  | Jenson Button      | McLaren-Mercedes     | 71   | +0:27,638        |                   |
| 4                 | 1         | 5  | Fernando Alonso    | Ferrari              | 71   | +0:35,048        |                   |
| 5                 | 2         | 6  | Felipe Massa       | Ferrari              | 71   | +1:06,733        |                   |
| 6                 | 2         | 14 | Adrian Sutil       | Force India-Mercedes | 70   | +1 okr.          |                   |
| 7                 | 1         | 8  | Nico Rosberg       | Mercedes             | 70   | +1 okr. (08,801) |                   |
| 8                 | 3         | 15 | Paul di Resta      | Force India-Mercedes | 70   | +1 okr. (09,949) |                   |
| 9                 | 7         | 16 | Kamui Kobayashi    | Sauber-Ferrari       | 70   | +1 okr. (04,590) |                   |
| 10                | 5         | 10 | Witalij Pietrow    | Renault              | 70   | +1 okr. (02,718) |                   |
| 11                | 2         | 19 | Jaime Alguersuari  | Toro Rosso-Ferrari   | 70   | +1 okr. (03,248) |                   |
| 12                | 2         | 18 | Sébastien Buemi    | Toro Rosso-Ferrari   | 70   | +1 okr. (11,343) |                   |
| 13                | 4         | 17 | Sergio Pérez       | Sauber-Ferrari       | 70   | +1 okr. (10,745) |                   |
| 14                | 2         | 11 | Rubens Barrichello | Williams-Cosworth    | 70   | +1 okr. (04,327) |                   |
| 15                | 5         | 7  | Michael Schumacher | Mercedes             | 70   | +1 okr. (04,159) |                   |
| 16                | 3         | 20 | Heikki Kovalainen  | Lotus-Renault        | 69   | +2 okr.          |                   |
| 17                | 8         | 9  | Bruno Senna        | Renault              | 69   | +2 okr. (29,960) | [ 4 ]             |
| 18                | 2         | 21 | Jarno Trulli       | Lotus-Renault        | 69   | +2 okr. (08,208) |                   |
| 19                | 4         | 25 | Jérôme d’Ambrosio  | Virgin-Cosworth      | 68   | +3 okr.          |                   |
| 20                | 2         | 22 | Daniel Ricciardo   | HRT-Cosworth         | 68   | +3 okr. (20,846) |                   |
| Niesklasyfikowani |           |    |                    |                      |      |                  |                   |
|                   |           | 23 | Vitantonio Liuzzi  | HRT-Cosworth         | 61   |                  | alternator        |
|                   |           | 3  | Lewis Hamilton     | McLaren-Mercedes     | 46   |                  | skrzynia biegów   |
|                   |           | 12 | Pastor Maldonado   | Williams-Cosworth    | 26   |                  | wypadek           |
|                   |           | 24 | Timo Glock         | Virgin-Cosworth      | 21   |                  | niedokręcone koło |
| P                 | + / –     | Nr | Kierowca           | Konstruktor          | Okr. | Czas / Strata    | Komentarz         |

### Najszybsze okrążenie
Źródło: Wyprzedź Mnie!
| Nr | Kierowca    | Konstruktor      | Czas     | Okr. |
| -- | ----------- | ---------------- | -------- | ---- |
| 2  | Mark Webber | Red Bull-Renault | 1:15,324 | 71   |

## Prowadzenie w wyścigu
| Nr                              | Kierowca         | Okrążenia                  | Suma |
| ------------------------------- | ---------------- | -------------------------- | ---- |
| 2                               | Mark Webber      | 16-18, 29-36, 39-58, 59-71 | 41   |
| 1                               | Sebastian Vettel | 1-16, 20-29, 36-39, 58-59  | 28   |
| 6                               | Felipe Massa     | 18-20                      | 2    |
| \| Wykres \| \| ------ \| \| \| |                  |                            |      |
| Wykres                          |                  |                            |      |
|                                 |                  |                            |      |

## Klasyfikacja po wyścigu

### Kierowcy
| P  | +/− | Kierowca           | Starty | Punkty | P1 | P2 | P3 | PP | NO | NS |
| -- | --- | ------------------ | ------ | ------ | -- | -- | -- | -- | -- | -- |
| 1  | 0   | Sebastian Vettel   | 19     | 392    | 11 | 5  | 1  | 15 | 3  | 1  |
| 2  | 0   | Jenson Button      | 19     | 270    | 3  | 4  | 5  | –  | 3  | 2  |
| 3  | +1  | Mark Webber        | 19     | 258    | 1  | 2  | 7  | 3  | 7  | 1  |
| 4  | −1  | Fernando Alonso    | 19     | 257    | 1  | 5  | 4  | –  | 1  | 1  |
| 5  | 0   | Lewis Hamilton     | 19     | 227    | 3  | 3  | –  | 1  | 3  | 3  |
| 6  | 0   | Felipe Massa       | 19     | 118    | –  | –  | –  | –  | 2  | 3  |
| 7  | 0   | Nico Rosberg       | 19     | 89     | –  | –  | –  | –  | –  | 2  |
| 8  | 0   | Michael Schumacher | 19     | 76     | –  | –  | –  | –  | –  | 5  |
| 9  | +2  | Adrian Sutil       | 19     | 42     | –  | –  | –  | –  | –  | 2  |
| 10 | −1  | Witalij Pietrow    | 19     | 37     | –  | –  | 1  | –  | –  | 3  |
| 11 | −1  | Nick Heidfeld      | 11     | 34     | –  | –  | 1  | –  | –  | 3  |
| 12 | 0   | Kamui Kobayashi    | 19     | 30     | –  | –  | –  | –  | –  | 4  |
| 13 | +1  | Paul di Resta      | 19     | 27     | –  | –  | –  | –  | –  | 1  |
| 14 | −1  | Jaime Alguersuari  | 19     | 26     | –  | –  | –  | –  | –  | 3  |
| 15 | 0   | Sébastien Buemi    | 19     | 15     | –  | –  | –  | –  | –  | 5  |
| 16 | 0   | Sergio Pérez       | 17     | 14     | –  | –  | –  | –  | –  | 4  |
| 17 | 0   | Rubens Barrichello | 19     | 4      | –  | –  | –  | –  | –  | 3  |
| 18 | 0   | Bruno Senna        | 8      | 2      | –  | –  | –  | –  | –  | –  |
| 19 | 0   | Pastor Maldonado   | 19     | 1      | –  | –  | –  | –  | –  | 5  |
| 20 | 0   | Pedro de la Rosa   | 1      | 0      | –  | –  | –  | –  | –  | –  |
| 21 | 0   | Jarno Trulli       | 18     | 0      | –  | –  | –  | –  | –  | 4  |
| 22 | 0   | Heikki Kovalainen  | 19     | 0      | –  | –  | –  | –  | –  | 5  |
| 23 | 0   | Vitantonio Liuzzi  | 17     | 0      | –  | –  | –  | –  | –  | 5  |
| 24 | 0   | Jérôme d’Ambrosio  | 19     | 0      | –  | –  | –  | –  | –  | 3  |
| 25 | 0   | Timo Glock         | 18     | 0      | –  | –  | –  | –  | –  | 5  |
| 26 | 0   | Narain Karthikeyan | 8      | 0      | –  | –  | –  | –  | –  | 1  |
| 27 | 0   | Daniel Ricciardo   | 11     | 0      | –  | –  | –  | –  | –  | 3  |
| 28 | 0   | Karun Chandhok     | 1      | 0      | –  | –  | –  | –  | –  | –  |
| P  | +/− | Kierowca           | Starty | Punkty | P1 | P2 | P3 | PP | NO | NS |

### Konstruktorzy
| P  | +/− | Konstruktor          | Starty | Punkty | P1 | P2 | P3 | PP | NO | NS |
| -- | --- | -------------------- | ------ | ------ | -- | -- | -- | -- | -- | -- |
| 1  | 0   | Red Bull-Renault     | 38     | 650    | 12 | 7  | 8  | 18 | 10 | 2  |
| 2  | 0   | McLaren-Mercedes     | 38     | 497    | 6  | 7  | 5  | 1  | 6  | 4  |
| 3  | 0   | Ferrari              | 38     | 375    | 1  | 5  | 4  | –  | 3  | 4  |
| 4  | 0   | Mercedes             | 38     | 165    | –  | –  | –  | –  | –  | 7  |
| 5  | 0   | Renault              | 38     | 73     | –  | –  | 2  | –  | –  | 6  |
| 6  | 0   | Force India-Mercedes | 38     | 69     | –  | –  | –  | –  | –  | 3  |
| 7  | 0   | Sauber-Ferrari       | 37     | 44     | –  | –  | –  | –  | –  | 7  |
| 8  | 0   | Toro Rosso-Ferrari   | 38     | 41     | –  | –  | –  | –  | –  | 8  |
| 9  | 0   | Williams-Cosworth    | 38     | 5      | –  | –  | –  | –  | –  | 9  |
| 10 | 0   | Lotus-Renault        | 38     | 0      | –  | –  | –  | –  | –  | 9  |
| 11 | 0   | HRT-Cosworth         | 36     | 0      | –  | –  | –  | –  | –  | 9  |
| 12 | 0   | Virgin-Cosworth      | 37     | 0      | –  | –  | –  | –  | –  | 7  |
| P  | +/− | Konstruktor          | Starty | Punkty | P1 | P2 | P3 | PP | NO | NS |